# The Storming of Seringapatam
El gran quadre històric The storming of Seringapatam és un panorama pintat per Robert Ker Porter, exhibit públicament el 4 de maig del 1799.

## Tipus d'objecte
Els panorames eren uns quadres d'enormes dimensions els quals narraven una història de caràcter bèl·lic, monàrquic o senzillament d'interès social. És considerat un antecedent representacional de tecnologia simple, és a dir, un precedent del cinema.
El panorama va ser un mitjà d’entreteniment a inicis del segle xix. Hi havia una forta competència al voltant dels seus promotors per aconseguir el més gran, realista i eficient. Per tal de guiar a l’audiència, hi havia uns diagrames impresos que identificaven i explicaven els esdeveniments i les personalitats representades. Aquest gravat mitjançant xilografia és un clar exemple del seu procés d’elaboració.

## Personatges i temàtica apareguts
Les pintures patriòtiques amb temes que mostraven victòries militars britàniques eren molt populars. La derrota a Seringapatam d’en Tipu, sultà de Mysore per part del general George Harris (1746-1829) l’any 1799 no va ser una excepció, sobretot perquè Tipu havia intentat imprudentment aliar-se amb els francesos. França va ser el principal rival colonial de Gran Bretanya a l'Índia i el seu enemic a les guerres napoleòniques.

### Anàlisi de l'estructura

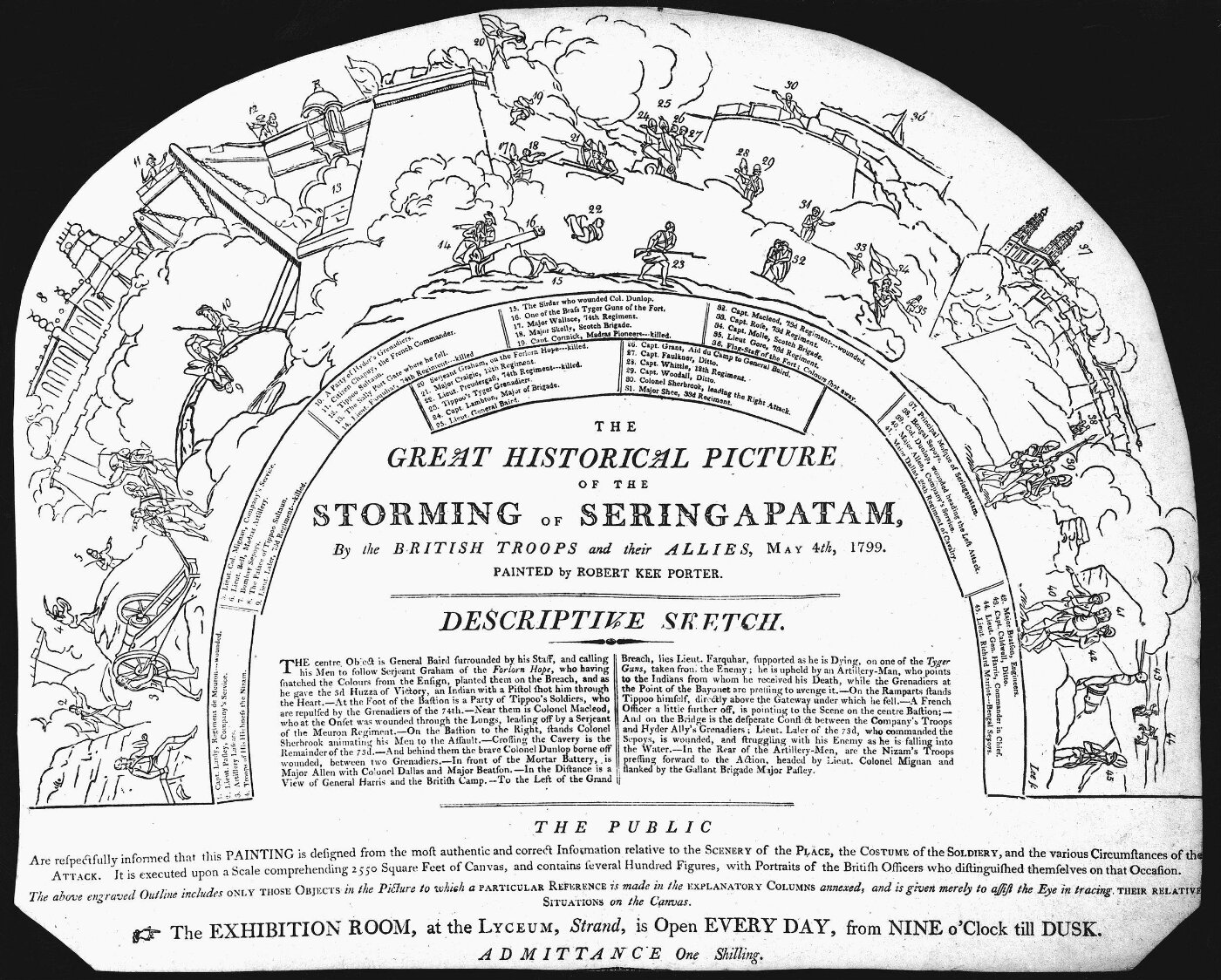
Panorama The storming of Seringapatam (1799)

Els elements més importants del panorama es troben al centre. Allà es veu el general Baird, el qual està sent assistit pels seus ajudants encoratjant als soldats per tal que assaltin la bateria. El sargent Graham, just al moment en què està donant la senyal de victòria, és abatut per un indi. Al capdamunt de la primera ascenció, el major Craigie dirigeix l'atac. El capità Cormicke es veu caient de cap pel costerut, sent assassinat a prop de la part superior de la muralla. El tinent Prendergast sembla ferit de mort i el tinent Shaw es troba entre els assassinats.
A la dreta del primer terme hi ha el coronel Dunlop, ferit i portat entre dos granaders. Davant de la bateria hi ha el major Allen, amb el coronel Dallas i el major Beatson. Es veuen diversos morts i moribunds al peu de la bretxa, i al marge del riu; mentre que l'enginyer en cap, el major Agnew apareix pronunciant un comunicat.
En primer pla, un grup de l'artilleria de Madràs avança amb canons pesats per forçar el port de sortida, mentre dirigeix els homes, amb l'artilleria Lascars, ja que els estan arrossegant cap a la rereguarda.
Per sobre dels murs de la fortalesa es veuen els edificis de Seringapatam. A la dreta es troba la mesquita de marbre blanc, amb torres que semblen penetrar en el cel; i a l'esquerra el magnífic palau de Tippoo Sultaun, amb els jardins d'en Laul Bagh, contrasten els núvols de sofre i la barreja d'horrors dels paisatges més destacats.

## Robert Ker Porter
L’artista Robert Ker Porter (1777-1842) es va donar a conèixer gràcies a les grans panoràmiques de batalles d'actualitat exposades al Lyceum de Londres. The Storming of Seringapatam era una pintura semicircular que mesurava no menys de 120 peus d'ample. També va ser contractat pel govern britànic com a artista de propaganda. En una sèrie d'estampes i dibuixos, va retratar de manera escandalosa els fets de Napoleó en la seva campanya egípcia. Després de l'èxit de les panoràmiques al Liceu, el 1804 Alexandre I, tsar de Rússia (1801-1825), va nomenar a Ker Porter com a pintor històric a la seva cort de Sant Petersburg.